# 데이라이트 엔드: 인류 멸망의 날
《데이라이트 엔드: 인류 멸망의 날》(영어: Daylight's End)는 2016년 공개된 미국의 액션 공포 영화이다. 인류를 햇빛을 쬐면 사망하는 식인 괴물로 변이 시키는 전염병이 창궐한 뒤 감염되지 않은 사람들이 생존을 위해 사투를 벌인다.

## 줄거리
전염병으로 지구의 거의 모든 인류가 피를 갈구하는 체질로 바뀐 뒤 한 방랑객이 경찰서에 은신하던 사람들을 돕는다.

## 출연
- 조니 스트롱 - 토머스 역
- 랜스 헨릭슨 - 프랭크 역
- 루이스 맨딜로어 - 이선 역
- 하킴 케이캐짐 - 크리스 역
- 크리스 커슨 - 두건 역
- 첼시 에드먼드슨 - 샘 역
- 게리 케언스 - 드루 역
- 헤더 카프카 - 어니스타 역
- 페라 화이트 - 애너벨 역

## 기타 제작진
- 공동 제작: 스튜어트 페이지
- 총괄 제작: 제임스 라이언 게리, 존 랜돌피, 폴 라이셜트
- 미술: 아일린 데너히, 위노나 유
- 의상: 스테펀 M. 쿠제이
- 분장: 제프 필즈